# Бланк, Эрнест
Эрнест Бланк (латыш. Ernests Blanks, 1894, Браславская волость, Лифляндская губерния, Российская империя — 1972, Мальорка, Испания) — латышский публицист, историк, писатель.

## Биография
Родился 1 (13) сентября 1894 года в Браславской волости Валмиерского уезда Лифляндской губернии.
Среднее образование получал в Риге, куда переехала семья; учился в Петропавловской школе в Чиекуркалнсе, после окончания которой стал членом ЛСДРП. С 1914 года он изучал историю и философию в Шанявском университете в Москве в качестве заочного студента.  В начале Первой мировой войны переехал в Москву, где стал вольным слушателем городского народного университета имени А. Л. Шанявского — изучал историю и философию. В Москве Бланкс стал членом редколлегии либеральной газеты «Dzimtenes Atbalss» («Эхо Отечества»), а после Февральской революции принимал участие в создании 24 марта 1917 года Латвийской национально-демократической партии (ЛНДП), был избран в её центральный комитет.
Был борцом за независимость Латвии. В то время, когда другие обсуждали только автономию Латвии и других стран Балтии, Бланк поднимал вопрос суверенитета Латвии: уже 21 июля 1917 года он писал: «Наш идеал — суверенная Латвия». Летом 1917 года он вернулся на родину, где стал редактором официальной газеты ЛНДП «Brīvā Latvija» в Валмиере. Также некоторое время он был членом Латвийского народного совета. После основания Латвийской Республики Эрнест Бланк был редактором и сотрудником нескольких газет: «Latvijas Sargs» Rīgā, «Latvijas Vēstnesis», «Jaunatnes Dzīve skolā un sētā», «Rīgas Ziņas», «Zemgales Balss», «Kurzemes Vārds» Jelgavā, «Brīvā Tēvija», «Svarus» un «Rīgas Telegrammas». Писал о Сейме, но в основном о «tautas atmoda» (пробуждении народа). Автор около 700 редакционных статей по латвийским национальным политическим вопросам (только) и не менее 15 книг, некоторые из которых вышли во 2-м и 3-м изданиях.
В 1928 году был награждён орденом трёх звезд 4-й степени.
В 1945 году Эрнестс Бланкс бежал в изгнание в Германию, где продолжил редакционную и издательскую работу. Умер в изгнании 31 января 1972 года в Пальма-де-Майорка (Испания).